# 波兰民族解放委员会

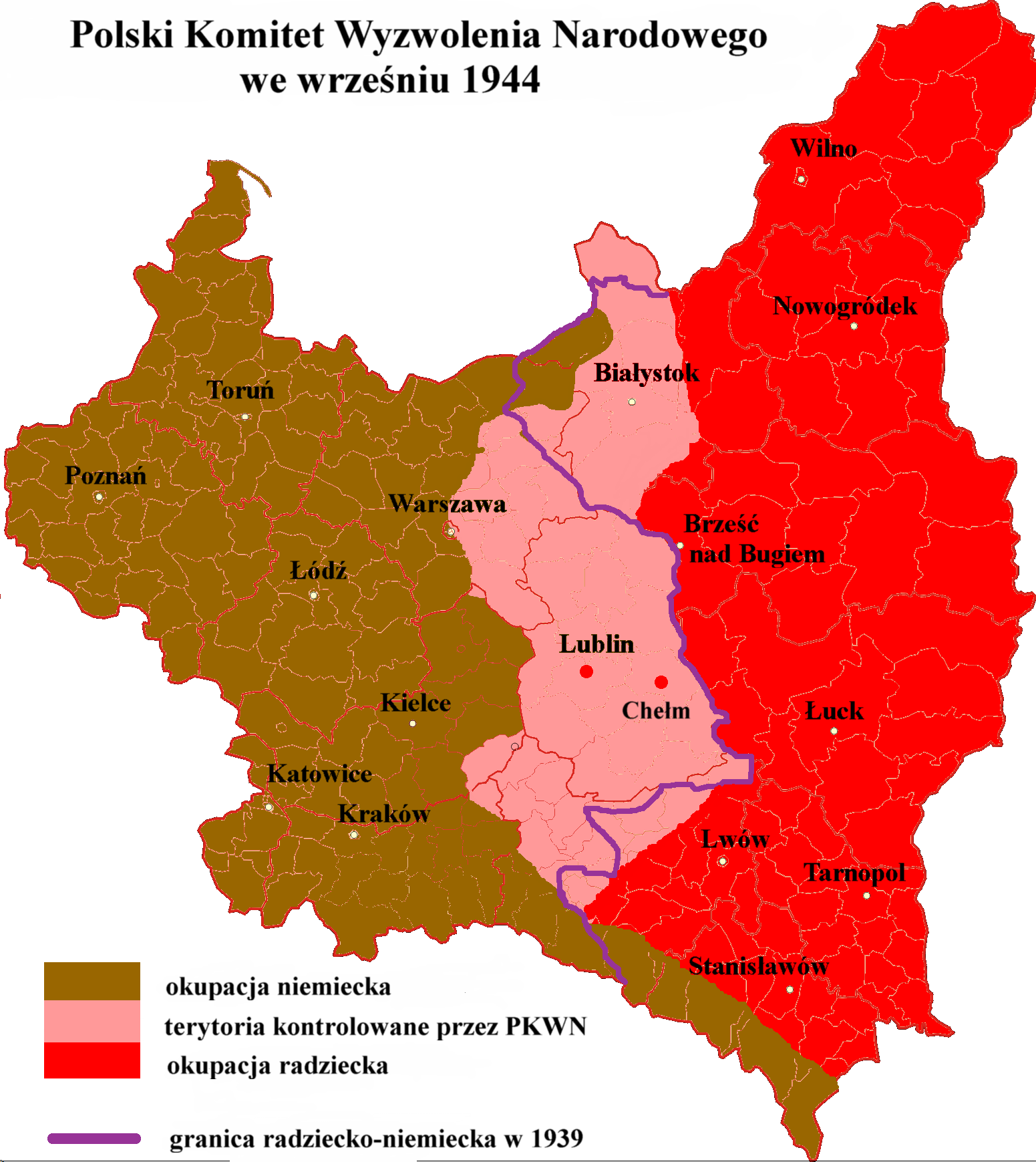
民族解放委员会成立之初的波蘭：褐色：納粹佔領區；粉色：民族解放委员会管轄區；紅色：蘇聯佔領區

波蘭民族解放委員會（波蘭語：Polski Komitet Wyzwolenia Narodowego，缩写为PKWN），又稱盧布林委員會，是二戰後期蘇聯支持的共產黨人在波蘭建立的行政管理機構。它於1944年7月22日在海烏姆正式宣布，於7月26日在盧布林运作，並在法理上置於国家全国委员会的指導下。波蘭民族解放委員會是一個臨時机构，站在總部設在倫敦的波蘭流亡政府的對立面，而後者得到了西方盟國的承認。波兰民族解放委员会對從納粹德國奪回的波蘭領土行使控制權。它由蘇聯贊助和指揮，由波兰工人党控制。